# Magyarország régiói

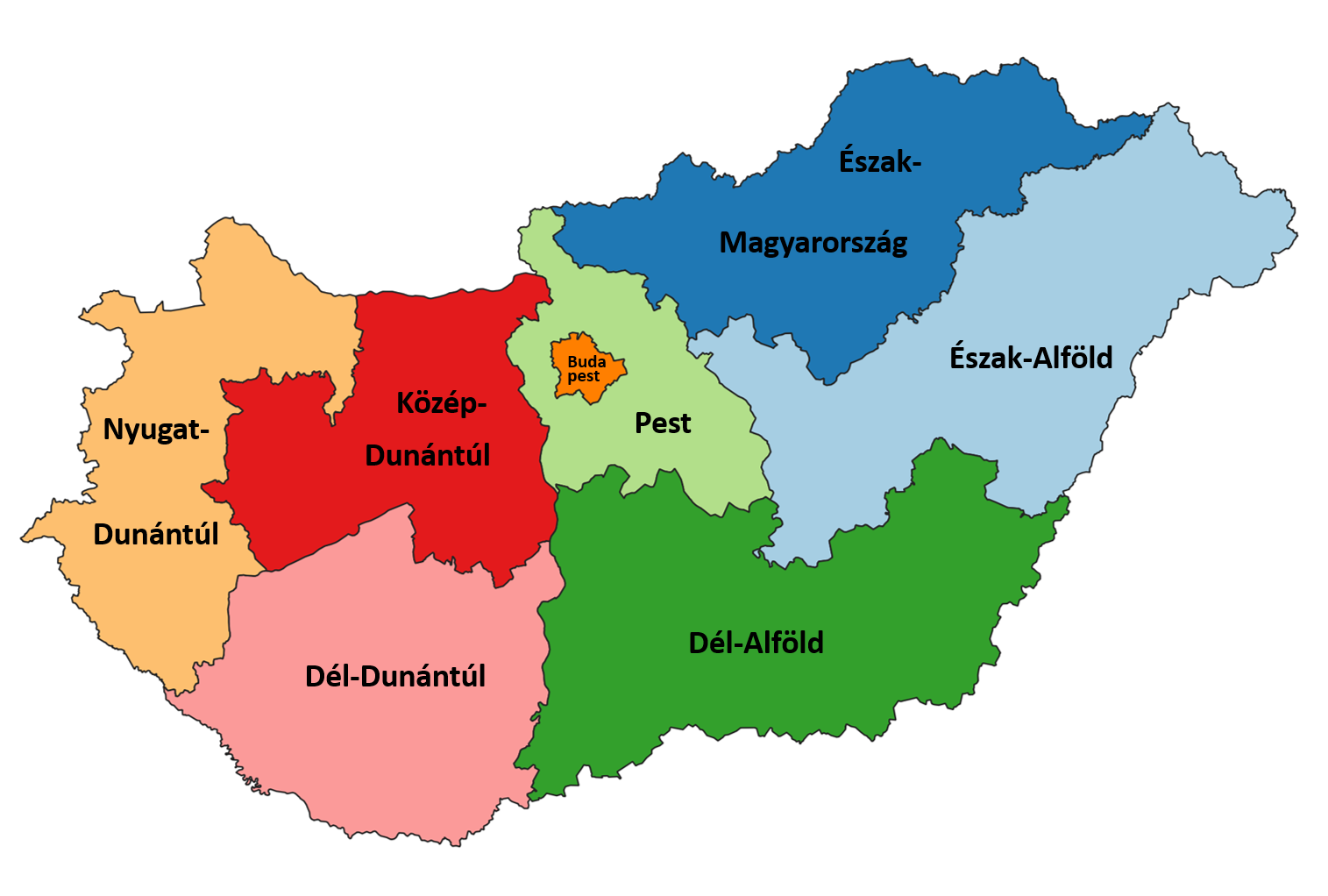
Magyarország régiói (NUTS 2)

Magyarország hét tervezési-statisztikai régióra osztását 1999-ben végezték el az 1999. évi XCII. törvény értelmében, ami az 1996. évi XXI. törvény módosítása. A régiós felosztás elsősorban az Európai Unió statisztikai alapon (NUTS) nyugvó támogatási rendszere miatt jött létre. Bár a kormány kidolgozott egy törvényjavaslatot a megyerendszer régiókkal való felváltására 2006-ban, ennek hiányzott a szükséges országgyűlési támogatottsága.

## A NUTS-rendszer régiói
A statisztikai célú NUTS besorolás legfelső szintjén Magyarország három nagyrégióra (NUTS 1 szint) oszlik, ezek a Dunántúl, Alföld és Észak, valamint Közép-Magyarország. Ez utóbbi nagyrégió korábban NUTS 2 szintű régió is volt, 2015-ben azonban kezdeményezték a régió kettéválasztását, mivel Budapest sokkal fejlettebb, mint a vármegye. A kettéválasztás 2018. január 1-től hatályos, így Közép-Magyarország már csak NUTS 1 szinten értelmezett, NUTS 2 szinten a kettévált régiók neve: Pest és Budapest.
| Régió neve         | Terület (km²) | Népesség  | Népsűrűség (fő/km²) | Vármegyék                                                 | Régióközpont   | Megyei jogú városok                                         |
| ------------------ | ------------- | --------- | ------------------- | --------------------------------------------------------- | -------------- | ----------------------------------------------------------- |
| Észak-Magyarország | 13 428        | 1 126 360 | 83                  | Borsod-Abaúj-Zemplén, Heves, Nógrád                       | Miskolc        | Miskolc, Eger, Salgótarján                                  |
| Észak-Alföld       | 17 749        | 1 450 960 | 81                  | Hajdú-Bihar, Jász-Nagykun-Szolnok, Szabolcs-Szatmár-Bereg | Debrecen       | Debrecen, Szolnok, Nyíregyháza                              |
| Dél-Alföld         | 18 339        | 1 237 101 | 67                  | Bács-Kiskun, Békés, Csongrád-Csanád                       | Szeged         | Kecskemét, Baja, Békéscsaba, Szeged, Hódmezővásárhely       |
| Pest               | 6 393         | 1 237 561 | 190                 | Pest                                                      | Budapest       | Érd                                                         |
| Budapest           | 525           | 1 752 286 | 3 347               | Budapest főváros                                          | Budapest       | n.a.                                                        |
| Közép-Dunántúl     | 11 237        | 1 058 236 | 94                  | Fejér, Komárom-Esztergom, Veszprém                        | Székesfehérvár | Székesfehérvár, Dunaújváros, Tatabánya, Esztergom, Veszprém |
| Nyugat-Dunántúl    | 11 209        | 989 343   | 88                  | Győr-Moson-Sopron, Vas, Zala                              | Győr           | Győr, Sopron, Szombathely, Zalaegerszeg, Nagykanizsa        |
| Dél-Dunántúl       | 14 169        | 879 596   | 62                  | Baranya, Somogy, Tolna                                    | Pécs           | Pécs, Kaposvár, Szekszárd                                   |

## Eurorégiók
A következő eurorégiókhoz tartoznak magyarországi területek:
- Kárpátok Eurorégió: Borsod-Abaúj-Zemplén, Szabolcs-Szatmár-Bereg, Hajdú-Bihar, Jász-Nagykun-Szolnok, Heves vármegyék[5]
- Nyugat-Pannónia Eurorégió: Győr-Moson-Sopron, Vas, Zala
- Duna-Dráva-Száva: Baranya, Tolna, Somogy
- Duna-Körös-Maros-Tisza (DKMT): Bács-Kiskun, Békés, Csongrád-Csanád, Jász-Nagykun-Szolnok
- Ister-Granum Eurorégió: Esztergom vonzáskörzetébe eső települések (Komárom-Esztergom, Nógrád, Pest vármegyék és a Nyitrai kerület területéről)

(A vármegyék határai nem mindig felelnek meg az eurorégiókénak, némi átfedés lehetséges.[forrás?])